# Wishing On The Same Star
《Wishing On The Same Star》（同星祈願）是安室奈美惠以個人單獨名義在2002年9月11日發行的第22張單曲。

## 簡介
本單曲是安室個人名義的單曲中，第一張採用CCCD形式發售的單曲。
Wishing On The Same Star
- 江角真紀子、豐川悅司主演電影「命」的主題歌。
- 作詞．作曲者為曾給惠特妮·休斯顿與莎蓮·迪安等製作樂曲的世界知名美國製作人黛安華倫（英语：Diane Warren）。美國自由風格歌手Keedy於1991年發售的專輯《Chase The Clouds》收錄樂曲的日語翻唱（Keedy的同曲在專輯發行後作重發單曲，獲得告示牌百強單曲榜第高86位的紀錄）。同曲其後給世界各地多位歌手翻唱，例如澳大利亞樂隊Girlfriend（1994年、澳洲單曲榜最高44位）、美國R&B歌手Judy Cheeks（英语：Judy Cheeks）（1995年）、歐洲團體DJ Company（英语：DJ Company）（1997年）、Myra（英语：Myra (singer)）等。其他歌手如拉丁Pop歌手Chayanne（英语：Chayanne）亦於1991年以西班牙語翻唱、並命名為《Mi Primer Amor》，獲得告示牌百強單曲榜第高8位的紀錄，巴西組合Sandy & Junior（英语：Sandy & Junior）亦於2001年以葡萄牙語翻唱、並命名為《A Estrela Que Mais Brilhar》。上述的歌曲都是先於安室製作，其後越南出生的加拿大歌手Kristine Sa（英语：Kristine Sa）亦翻唱安室的日語版本。
- PV分為兩種類，結尾有少許不同。Fan Club限定發售的Live DVD《namie amuro tour 2001 break the rules》的Fan Club限定盤的附送PV最後是以安室與安室接吻結尾，並命名為《Wishing On The Same Star (First Edit)》。
- 《Wishing On The Same Star》的電影版本跟單曲版本並不同，只用鋼琴伴奏，長度只有3分12秒。這個版本命名為《Wishing On The Same Star (Movie Version)》並收錄於電影「命」的原聲大碟以及安室的第6張原創專輯《STYLE》的初回限定盤。
- 2002年底於「FNS歌謠祭」與「NHK红白歌合戰」演唱了本曲。但於FNS的演出則失誤忘詞。
- 宣傳用的非賣黑膠唱片收錄了《Wishing On The Same Star (GROOVE THAT SOUL MIX)》。

Did U
- 與前作《I WILL》的B面歌一樣，本作繼續由安室親自填詞。
- PV於韓國釜山拍攝，收錄於Live DVD《namie amuro tour 2001 break the rules》的Fan Club限定盤，而其後的一般發售盤則並未收錄。
- 並未收錄於任何一張安室的個人專輯。

## 收錄曲
1. Wishing On The Same Star - 4:55 
（日本語詞:kenko-p / 作詞・作曲：Diane Warren（英语：Diane Warren） / 編曲：家原正樹）
2. Did U - 3:57 
（作詞：安室奈美惠 / 作曲：A.Mazza-Sundafu, K-A.Ramen / 編曲：Cobra Endo）
3. Wishing On The Same Star (Instrumental) - 4:56
4. Did U (Instrumental) - 3:56

## 關連DVD
- PV集『FILMOGRAPHY 2001-2005』
  - Wishing On The Same Star
- Live DVD『namie amuro tour 2001 break the rules』Fan Club限定盤
  - Wishing On The Same Star (First Edit)
  - Did U

## 外部連結
- 安室奈美惠 avex Official web site （页面存档备份，存于）
- VISION FACTORY Artist Page （页面存档备份，存于）